# تحالف الساحل الشرقي للتسامح وعدم التمييز
تحالف الساحل الشرقي للتسامح وعدم التمييز (ECC) هو منظمة دولية غير حكومية وغير هادفة للربح تدير مشاريع العدالة الاجتماعية لتعزيز الاندماج الاجتماعي والعدالة للأقليات المهمشة. تأسست في نيويورك، وتضم أكثر من 3000 عضو من 15 جامعة في أمريكا الشمالية.

## المشاريع والأثر

### مبادرة الدفاع عن الأقليات
في مارس 2020، أطلق التحالف مبادرة الدفاع عن الأقليات لمساعدة الأقليات الضعيفة وسط جائحة فيروس كورونا 2019–20. ودخل في شراكة مع جمعية آسيا، وهي مؤسسة في روكفلر، لعقد منتدى «الوقوف ضد العنصرية في زمن فيروس كوفيد» الذي يضم عمدة لوس أنجلوس إريك جيرسيتي، وعضو الكونجرس تيد ليو، ومضيفي سي إن إن، فان جونز وليزا لينج، والمغني الشهير ألكسندر وانغ، والممثل تزي ما، ورئيس لجنة التنسيق الاقتصادية بينشنغ ماو. في الشهر التالي، تم اختيار التحالف كمتلقي لمنحة التأثير الاجتماعي بجامعة نيويورك وجائزة الخدمة العالمية السنوية لإنشاء شبكة عالمية في خدمة الفئات الضعيفة.
من آذار (مارس) إلى تموز (يوليو) 2020، قامت التحالف بجمع الأموال والتبرع بمبلغ 30,000 دولار في معدات الحماية الشخصية (PPE) إلى مستشفيات المواجهة التي تخدم المجتمعات الضعيفة، مثل مستشفى Yale-New Haven، وجمعية الصليب الأحمر الإيطالية، وجمعية الصليب الأحمر اليابانية، وتم عرضها على موقع جامعة ييل وجامعة نيويورك «على الخطوط الأمامية».